# Most na Sanie w Nowej Wsi
Most na Sanie w Nowej Wsi – drogowy most przez San (w budowie) w Nowej Wsi, w ciągu drogi ekspresowej S19. Budowa mostu rozpoczęła się pod koniec 2019 roku.
Połączy leżącą na lewym brzegu Nową Wieś z prawobrzeżną Bukowiną. Najdłuższe przęsło nurtowe o dł. 142 m budowane jest metodą nawisową i pod względem długości jest trzecim w Polsce.